# 판잣집

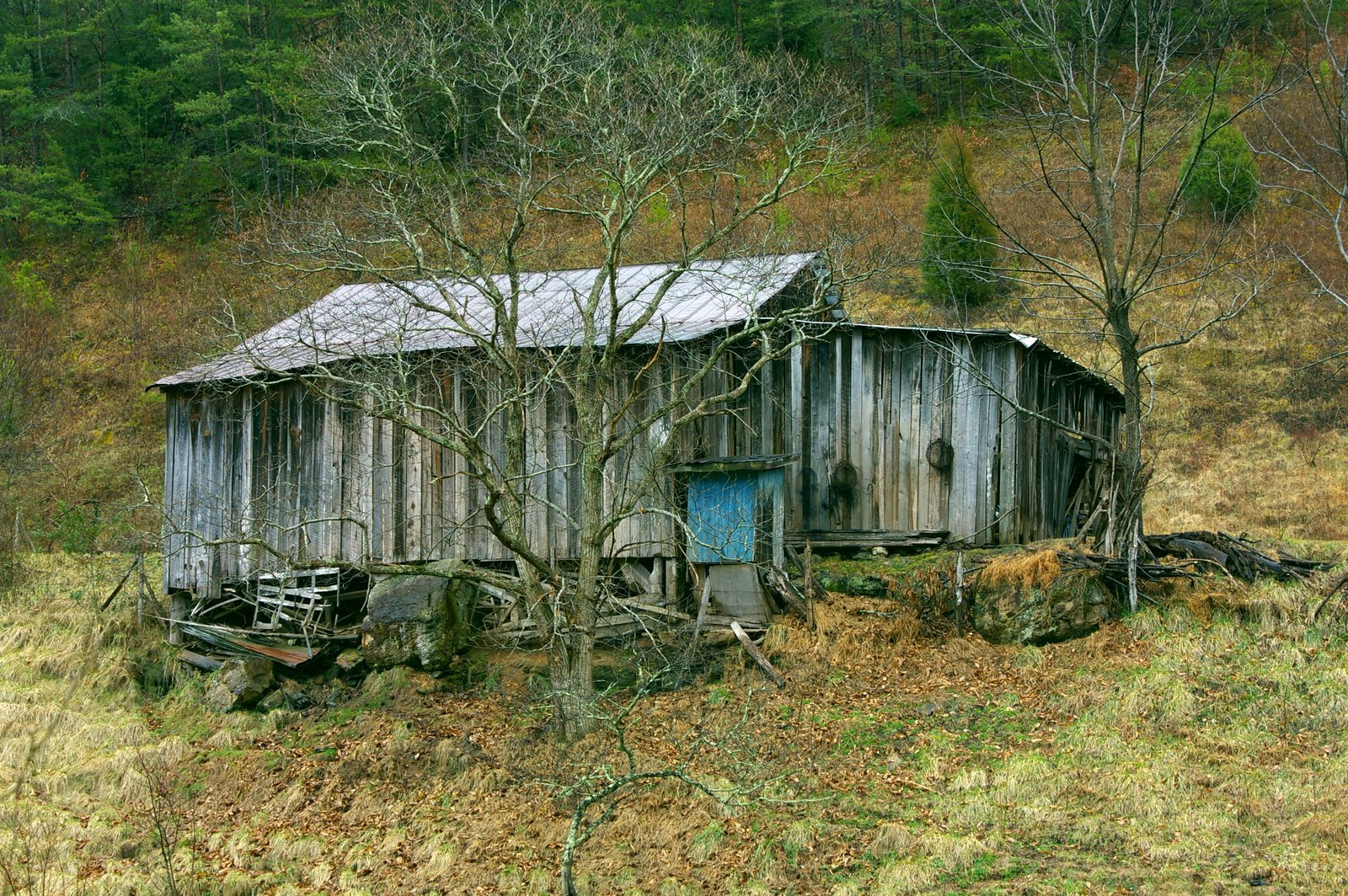
판잣집

판잣집(板子-)은 판자로 지은 집이다. 작은 쉼터 또는 거주지의 한 유형이며 종종 설계 및 건설에서 원시적이거나 초보적이다.
오두막과 달리 판잣집은 사용 가능한 재료를 사용하여 손으로 건설한다. 그러나 오두막은 일반적으로 시골이고 천연 재료(진흙, 바위, 막대기 등)로 만들어지는 반면 판잣집은 일반적으로 버려진 건축 잔해, 용도가 변경된 소비자 폐기물 및 기타 신속하게 얻을 수 있는 유용한 폐기 물건과 같이 청소한 인공 재료로 구성된다. 비용이 거의 또는 전혀 들지 않고 작은 주거지로 만들어졌다.

## 같이 보기
- 판자촌